# Earl Anthony
Earl Roderick Anthony (Tacoma, Washington; 27 de abril de 1938-New Berlin, Wisconsin; 14 de agosto de 2001) fue un jugador profesional estadounidense de bolos que amasó 43 títulos y 6 "Player of the Year awards" en la Professional Bowlers Association (PBA). Durante más de 20 años se consideraba que tenía 41 títulos. Esto cambió a 43 en 2008, cuando la PBA decidió otorgar retroactivamente los títulos de USBC Masters y ABC Masters si un miembro de la PBA lo ganó en su tiempo.
Es conocido (junto con Dick Weber) por haber aumentado la popularidad de los bolos en Estados Unidos. Fue el primer jugador profesional de bolos que ganó 100 000$ en una temporada y el primero en conseguir 1 000 000$ durante toda su vida en la PBA. Sus diez títulos más importantes son: 6 Mundiales de PBA, 2 títulos del Torneo de Campeones Firestone y 2 títulos de ABC Masters (ahora USBC Masters). 
Anthony fue apodado "Square Earl"por otros jugadores profesionales de bolos.

## Carrera
La carrera de Anthony comenzó cuando se apuntó a la liga de bolos de su compañía, West Coast Grocery, después de servir en la Fuerza Aérea de los Estados Unidos. Tras su primera temporada, Earl logró su primera media oficial de 165. En la tercera temporada, consiguió subir su media a 217. En 1963, jugó tres torneos de verano de la PBA en el noroeste del Pacífico para empezar a introducirse en mundo profesional de los bolos.  A pesar de que no cobró en ninguno de los tres torneos, aprendió todo lo que necesitaba para mejorar antes de dedicarse al PBA Tour a tiempo completo. Para prepararse para la liga, Anthony jugaba entre 300 y 350 partidas a la semana, hasta 8 horas al día. Después de seis años practicando, Earl comenzó su carrera profesional en los bolos en enero de 1970, liderando el torneo para llegar a las finales televisadas en el Crestview Bowl en Wichita, Kansas. Quedó en segundo lugar perdiendo la final contra Skee Foremsky.
Anthony ganó el primero de sus 43 títulos de la PBA el 7 de junio de 1970, cuando derrotó a Allie Clarke en el Open de Heidelberg en Seattle, Washington. Su último gran título de PBA fue el Toledo Trust PBA National Championship de 1983. Seis de sus títulos fueron conseguidos por un par de improbables "tres turnos" en el Campeonato Nacional de la PBA, los primeros tres de 1973-75 y los otros tres de 1981-83. Anthony también terminó en segundo lugar ante Mike Aulby en el Campeonato Mundial de la PBA de 1979.
Después de un parón de 9 meses, Earl ganó su segundo torneo ABC Masters en 1984, que en ese momento no era parte del PBA tour. Earl también había ganado el Masters en 1977. La PBA luego agregó el ABC Masters como títulos de PBA, dándole a Anthony un título. Después se unió al Tour Senior en 1988 y acumuló otros siete títulos allí.
Después de retirarse, Anthony se mudó a la cabina de retransmisión como comentarista. 

## Vida personal
Anthony nació en Tacoma, Washington, hijo de Earl Anthony y Laura Davis. Jugaba a béisbol en ligas menores con la organización de Baltimore Orioles antes de sus días como jugador profesional de bolos. También fue un buen jugador de golf, logrando una desventaja de casi cero a la edad de 60 años. Una vez estableció un récord de 64 puntos en el Crow Canyon Country en Danville, California.
Se casó con Susie Anthony y tuvo un hijo, Mike, y dos hijas, Tracy y Jeri.
Anthony perdió algo de tiempo en el PBA Tour durante la temporada del 1978 después de sufrir un ataque al corazón en junio de ese año. Menos de tres meses después estaba de vuelta en el Tour, terminando tercero en el Waukegan Open.

### Muerte
Earl Anthony murió en 2001, debido a las heridas en la cabeza tras caerse por las escaleras de la casa de su amigo Ed Baur en New Berlin, Wisconsin. Tenía 63 años de edad.
El ``Earl Anthony Memorial Scholarship Fund´´ se estableció a través de la financiación del Torneo del Campeonato ABC, con el fin de proporcionar becas a jóvenes jugadores de bolos. Ahora es administrado por la Fundación Bowling.
En enero de 2002, la PBA comenzó el año con un torneo que lleva el nombre de Anthony, ``The Earl Anthony Memorial Classic´´. Se celebró por primera vez en TechCity Bowl en Kirkland, Washington. Fue ganado por el jugador de bolos profesional Parker Bohn III, quien venció a Patrick Healey Jr. Más tarde se mudó a Medford y fue llamado ``El clásico Earl Anthony Medford´´. En 2010 y 2011, el evento tuvo lugar en Dublín, California, y se tituló Earl Athony Memorial.

## Legado
Anthony salió en el Salón de la Fama de la PBA en 1981 y el Salón de la Fama del ABC en 1986. En el 2000 fue elegido ``Maestro del Milenio´´ por un amplio margen en la votación a nivel nacional realizada por la revista Bowling. En una votación nacional de la revista Sports Illustrated, fue nombrado el segundo mejor atleta en la historia del estado de Washington.
La leyenda de los bolos Dick Weber llamó a Anthony ``el jugador de bolos con mayor control de velocidad de la historia´´. Cuando Anthony ganó el Torneo de Campeones de 1978 convirtiéndose en el primer jugador de bolos en alcanzar 30 títulos, Weber estaba en la cabina y proclamó a Anthony como ``el rey indiscutible de los bolos´´. El récord de 41 títulos de Earl se mantuvo durante 23 años antes de que Walter Ray Williams Jr lo rompiera en 2006. 
En 2008, la PBA celebró los cincuenta años de existencia encargando a un panel de expertos que clasificara a los 50 mejores jugadores de bolos de los últimos 50 años. Anthony ocupó el puesto número 1 en la lista sobre Walter Ray Williams Jr, a pesar de que este había roto muchos récords de Anthony. Sin embargo, el propio Williams dijo: ``Siento que el récord de Earl es mejor que el mío porque estaba más condesado. Earl jugó 14 años y 400 eventos más o menos. Ya he jugado más de 600, quizás 700´´. Williams también agregó: ``Cuando Earl Anthony se retiró, no tenía a nadie que lo empujara. Probablemente habría conseguido llegando a los 50 si ese fuera el caso. Es difícil decir que hubiera pasado entonces´´.

### Premios
- Seis veces campeón de la BWAA Bowler of the Year (1974-76 y 1981-83)
- Seis veces Jugador del año en la PBA (1974-76 y 1981-83)
- Doce veces campeón del First Team All-American (1972-83)
- Cinco veces ganador del premio George Young High Average (1073-75, 1980, 1983)
- Estableció el récord de más temporadas seguidas de la PBA ganando al menos un torneo (15), hasta que en 2008 Walker Ray Ray Williams Jr lo rompió.
- Récord de la PBA de estar en 15 finales televisadas en una temporada. (1975,1981).
- Tiene un récord de seis victorias en el Campeonato Nacional de la PBA entre sus diez títulos de torneos principales.
- Estar en el Salón de la Fama de la PBA, 1981.
- Estar en el Salón de la Fama de la ABC, 1986.
- Elegido Jugador de bolos del Milenio en 2000 por Bowling Digest.
- Elegido el mejor jugador de la PBA, cuando se celebró el ``50 mejores jugadores en los últimos 50 años´´.